# Ефремов, Степан Андрианович
Степа́н Андриа́нович Ефре́мов (28 декабря 1907  [10 января 1908], Абагурт, Вятская губерния — не ранее 1985) — советский государственный деятель, председатель Совета Министров Удмуртской АССР (1959—1967).

## Биография
Родился в деревне Абагурт (ныне — в Глазовском районе Удмуртии).
Член ВКП(б) с 1939 г. В 1941 г. окончил Московский институт землеустройства, кандидат сельскохозяйственных наук.
- 1937—1939 гг. — главный инженер, начальник управления землеустройства Народного комиссариата земледелия Удмуртской АССР,
- 1939—1941 гг. — ассистент Московского института землеустройства,
- 1941—1943 гг. — в Западном Китае по линии ЦК ВКП(б),
- 1943—1946 гг. — в РККА, участник Великой Отечественной войны[1][2],
- 1947—1950 гг. — заведующий сектором Совета по делам колхозов при СМ СССР
- 1950—1951 гг. — начальник главного управления землеустройства и хозяйственного освоения новых земель Министерства хлопководства СССР,
- 1951—1956 гг. — заместитель председателя Совета Министров Удмуртской АССР,
- 1956—1959 гг. — министр сельского хозяйства Удмуртской АССР,
- 1959—1967 гг. — председатель Совета Министров Удмуртской АССР[3].

Избирался депутатом (от Удмуртской АССР) Верховного Совета РСФСР 4-го (1955—1959) и 5-го (1959—1963) созывов, Совета Национальностей Верховного Совета СССР 6-го (1962—1966) и 7-го (1966—1970) созывов.

## Награды и звания
- медаль «За боевые заслуги» (28.7.1945)[1]
- два ордена Трудового Красного Знамени[3];
- орден Отечественной войны II степени (6.4.1985)[2]
- Заслуженный деятель науки Удмуртской АССР.